# Boa Vista do Tupim
Boa Vista do Tupim är en kommun i Brasilien.   Den ligger i delstaten Bahia, i den östra delen av landet, 900 km öster om huvudstaden Brasília. Antalet invånare är 18 000.
Omgivningarna runt Boa Vista do Tupim är huvudsakligen savann. Runt Boa Vista do Tupim är det mycket glesbefolkat, med 7 invånare per kvadratkilometer.